# Guizhouniscus microlepidus
Guizhouniscus microlepidus è un pesce osseo estinto, appartenente ai paleonisciformi. Visse nel Triassico medio (Ladinico, circa 240 - 238 milioni di anni fa) e i suoi resti fossili sono stati ritrovati in Asia.

## Descrizione
Questo pesce era dotato di un corpo fusiforme e slanciato; era di medie dimensioni e poteva raggiungere i 40 centimetri di lunghezza. Mandibola e mascella erano simili a quelle di Palaeoniscum, con suspensorium decisamente obliquo. Le fauci erano molto ampie, e la bocca era dotata di denti conici e aguzzi. Le pinne ventrali erano molto piccole, e poste in una posizione intermedia tra le pinne pettorali e la pinna anale. Quest'ultima era piuttosto grande; la pinna dorsale era ancor più grande e allungata, con raggi molto numerosi. L'origine della pinna dorsale era leggermente anteriore a quella della pinna anale. I fulcri erano ben sviluppati. La coda era eterocerca, con una pinna caudale equilobata e fortemente biforcuta. Le scaglie erano ganoidi, molto piccole e rombiche, disposte in file trasversali molto numerose. Le scaglie sulla parte anteriore del tronco erano lisce, con dentelli a forma di pettine sui margini posteriori; le scaglie sulle parti mediane e posteriori del tronco recavano notevoli strie ravvicinate rostrocaudalmente.

## Classificazione
Guizhouniscus è un tardo rappresentante dei paleonisciformi, un grande gruppo di pesci attinotterigi arcaici, tipici del Paleozoico ma sopravvissuti fino al Cretaceo. Guizhouniscus, in particolare, sembrerebbe essere stato simile ad Aneurolepis, del Triassico europeo.
Guizhouniscus microlepidus venne descritto per la prima volta nel 2003, sulla base di resti fossili ritrovati nella zona di Xingyi, nella provincia di Guizhou in Cina, all'interno di terreni della formazione Falang risalente alla fine del Ladinico.

## Paleoecologia
Probabilmente Guizhouniscus era un pesce marino predatore, che cacciava inseguendo le sue prede costituite da pesci di piccole dimensioni.